# فيليسي إيفاكو
فيليسي إيفاكو (بالإيطالية: Felice Evacuo)‏ (23 أغسطس 1982 في إيطاليا - ) هو لاعب كرة قدم إيطالي في مركز الهجوم. شارك مع منتخب إيطاليا تحت 20 سنة لكرة القدم. أما مع النوادي، فقد لعب مع فيورنتينا ونادي أفيلينو ونادي بينيفينتو ونادي سبيزيا ونادي فروسينوني ونادي لاتسيو ونادي نوفارا وإيه جي نوسرينا 1910 ‏ ونادي توريس وفيتربيسي 1908 وسسارة توريس ‏.

## روابط خارجية
- فيليسي إيفاكو على موقع قاعدة بيانات كرة القدم.إي يو (الإنجليزية)
- فيليسي إيفاكو على موقع Soccerway.com (الإنجليزية)
- فيليسي إيفاكو على موقع عالم كرة القدم.نت (الإنجليزية)